# Melpignano
Melpignano är en ort och kommun i provinsen Lecce i regionen Apulien i Italien. Kommunen hade 2 218 invånare (2017).